# Looking Back - Anthology
Looking Back - Anthology è un triplo album greatest hits di Stevie Wonder, pubblicato dalla Motown nel 1977.

## Tracce

### Lato 1
1. Thank You (For Loving Me All the Way) – 2:30
2. Contract on Love – 2:02
3. Fingertips – 2:52
4. Workout Stevie, Workout – 2:40
5. Castles in the Sand – 2:10
6. Hey Harmonica Man – 2:35
7. High Heel Sneakers – 2:58

### Lato 2
1. Uptight (Everything's Alright) – 2:53
2. Nothing's Too Good for My Baby – 2:38
3. Blowin' in the Wind – 3:45
4. Ain't That Asking for Trouble – 2:47
5. I'd Cry – 2:22
6. A Place in the Sun – 2:52
7. Sylvia – 2:33

### Lato 3
1. Down to Earth – 2:48
2. Thank You Love – 2:50
3. Hey Love – 2:44
4. Travelin' Man – 2:54
5. Until You Come Back to Me (That's What I'm Gonna Do) – 3:06
6. I Was Made to Love Her – 2:35
7. I'm Wondering – 2:52

### Lato 4
1. Shoo-Be-Doo-Be-Doo-Da-Day – 2:44
2. You Met Your Match – 2:36
3. I'd Be a Fool Right Now – 2:53
4. Alfie – 2:58
5. More Than a Dream – 3:20
6. For Once in My Life – 2:16

### Lato 5
1. Angie Girl – 2:56
2. My Cherie Amour – 2:54
3. I Don't Know Why (I Love You) – 2:43
4. If I Ruled The World – 3:31
5. Yester-Me, Yester-You, Yesterday – 2:57
6. Never Had a Dream Come True – 2:59
7. Signed, Sealed, Delivered, I'm Yours – 2:46

### Lato 6
1. Heaven Help Us All – 2:59
2. I Gotta Have a Song – 2:32
3. Never Dreamed You'd Leave in Summer – 2:56
4. If You Really Love Me – 2:53
5. Something Out of the Blue – 2:58
6. Do Yourself a Favor – 5:58